# Teatro del Popolo (Concordia sulla Secchia)
Il Teatro del Popolo è un teatro storico situato a Concordia sulla Secchia, in provincia di Modena.

## Storia

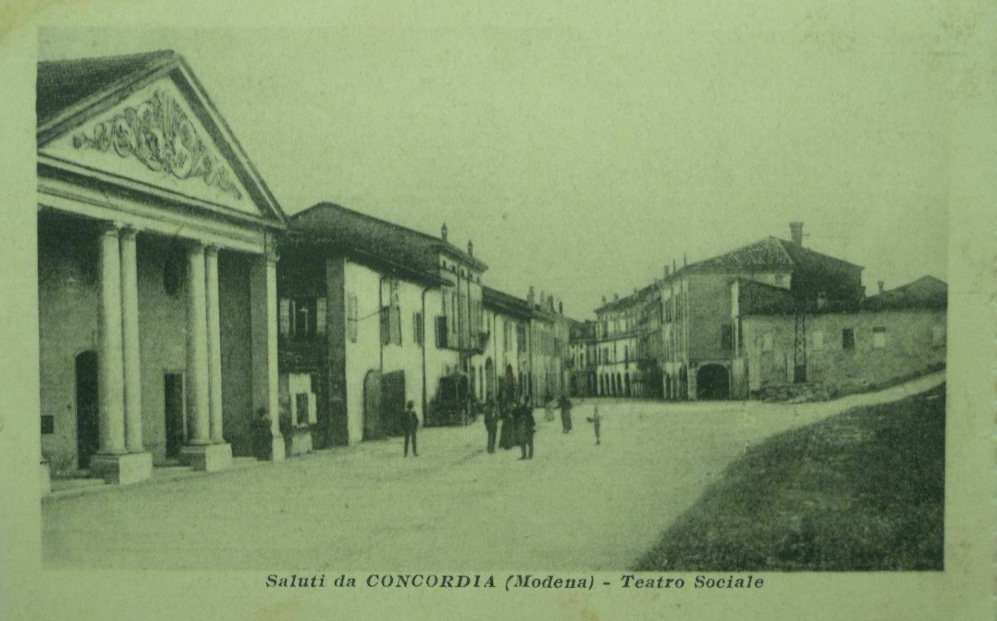
Antica facciata del Teatro Sociale (1919)

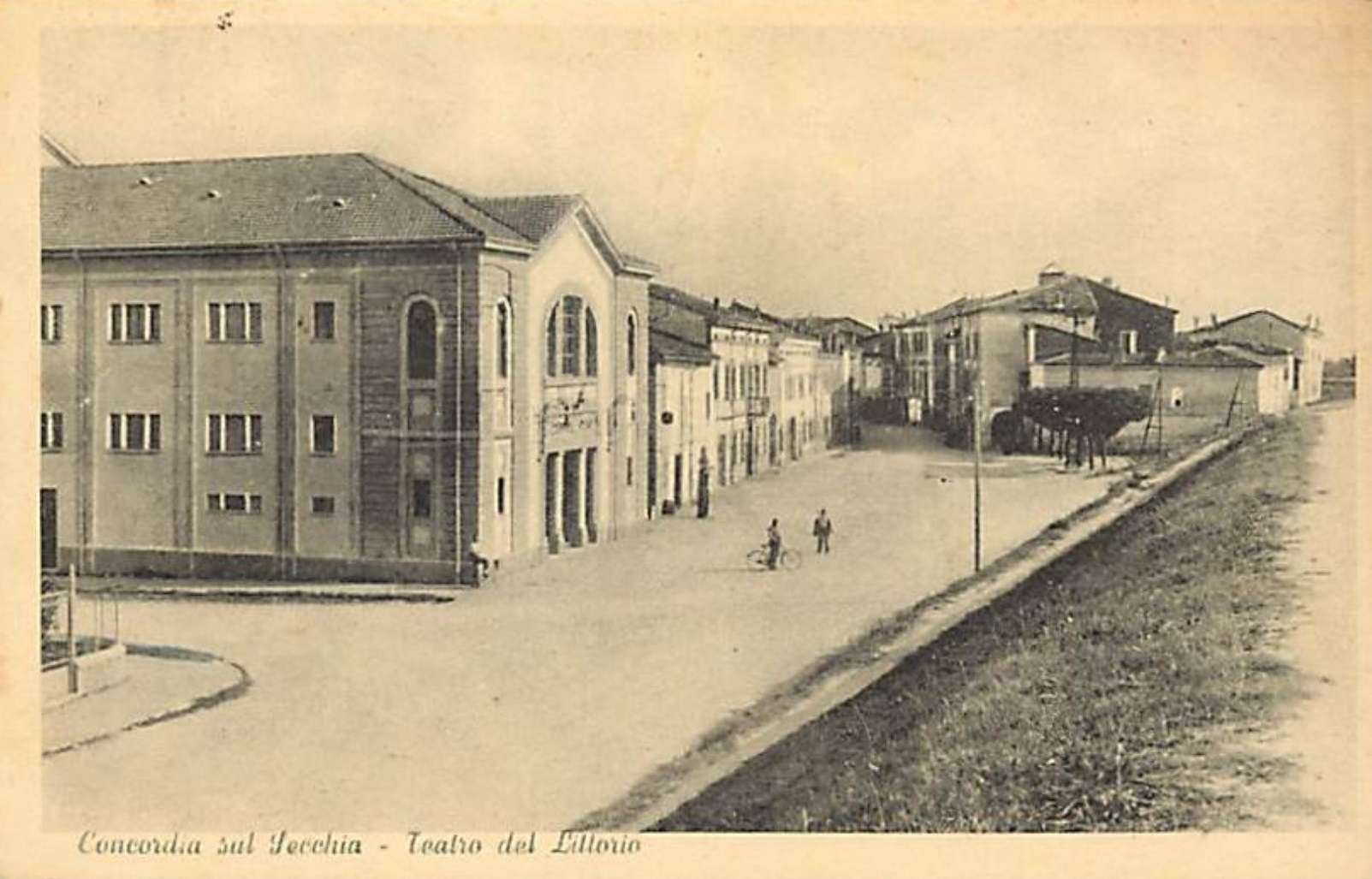
Il "Teatro del Littorio"

Il teatro venne inaugurato nel 1934 con il nome di Teatro del Littorio. Dopo la seconda guerra mondiale venne ridenominato Teatro del Popolo.
Pur essendo di proprietà dell'amministrazione comunale, fin dall'apertura il teatro è sempre stato gestito da privati, che hanno presentato spettacoli di genere diverso, tra cui il varietà o il cinema.
Negli anni 1980 il teatro è stato parzialmente restaurato, mentre negli anni 2000-2002 gli impianti sono srati riammodernati. In seguito si sono svolte diverse stagioni teatrali, con teatro per ragazzi e spettacoli teatrali di compagnie locali.
A seguito del terremoto dell'Emilia del 2012, il teatro è stato gravemente lesionato e reso inagibile. Nel 2019 è stato presentato il progetto di restauro con un costo stimato di 3,2 milioni di euro.

## Architettura

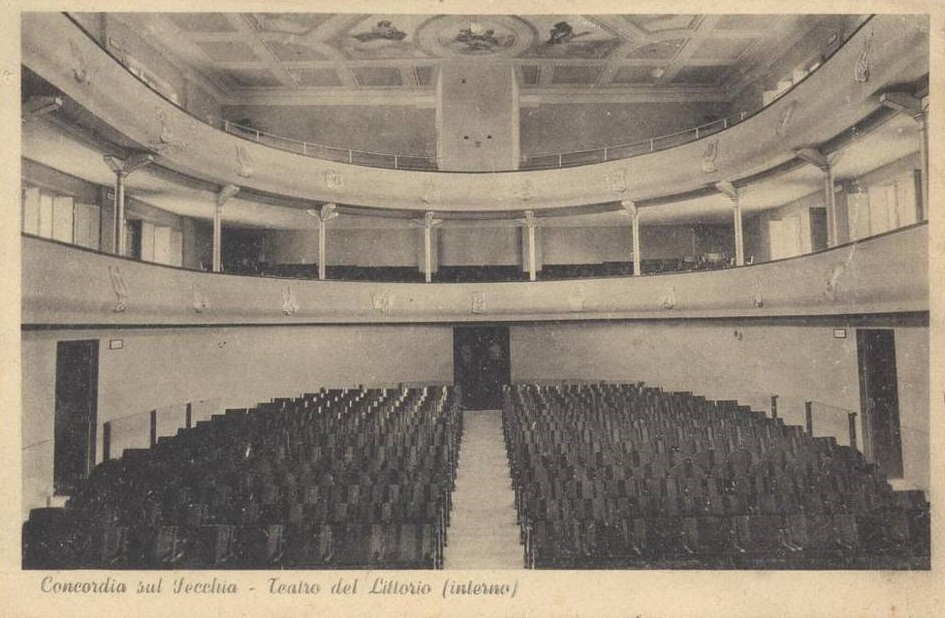
Sala teatrale

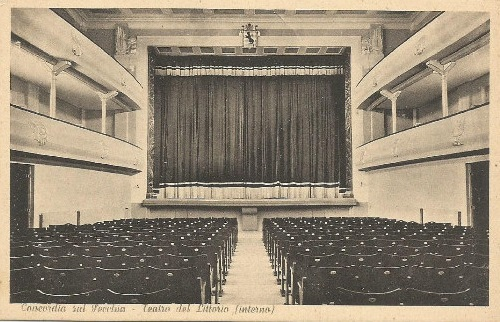
Il palco

Il palazzo del teatro è costituito da un edificio semplice, con una facciata essenziale in stile neoclassico, caratterizzato da un portico con sovrastante finestrone termale e timpano.
L'interno presenta un atrio d’ingresso, con la biglietteria e il bar, da cui si accede alla sala teatrale a pianta rettangolare, con platea e due ordini di gallerie a ferro di cavallo, con balconate beige e colonne di ghisa. L’arcoscenico rettangolare è realizzato con uno stile semplice, con lo stemma comunale di Concordia e poche altre decorazioni, tra cui due mascheroni ai lati, dedicati alla Tragedia e alla Commedia.
Il velario, realizzato in stile Novecento dal carpigiano Arcangelo Salvarani, rappresenta le otto muse delle arti classiche e moderne: Melpomene (tragedia), Talia (commedia), Tersicore (danza) e altre figure che rappresentano il cinema e la radio, oltre a due medaglioni con putti danzanti.